# Joana Balaguer
Joana Balaguer (Rio de Janeiro, 12 de agosto de 1984) é uma atriz brasileira, naturalizada portuguesa. Viveu em Portugal de 2008 a 2025, quando retornou ao Brasil. 

## Carreira
Ficou conhecida por sua participação na telenovela brasileira Malhação em 2005, como Jaqueline, antagonista da temporada, onde permaneceu no ano seguinte também. Em 2008, após se mudar para Lisboa, esteve na telenovela portuguesa Lua Vermelha. No ano seguinte retornou ao Brasil temporariamente e integrou o elenco da minissérie Sansão e Dalila. Em 2012 interpretou a sedutora e misteriosa Catarina em Balacobaco.

## Vida pessoal
Em 2009 começou a namorar o empresário Paulo Miguel Palha de Souza, com quem se casou em 24 de março de 2011. O casal tem dois filhos, Martin, nascido em 14 de julho de 2014, e Gaia, nascida em 1 de fevereiro de 2018. Desde 2008 viveu em Lisboa, Portugal. Em 2025, fez elogios para sua nova cidade - São José dos Campos, no interior de São Paulo. 

## Filmografia
| Ano     | Título            | Personagem               | Notas                                    |
| ------- | ----------------- | ------------------------ | ---------------------------------------- |
| 2005–06 | Malhação          | Jaqueline Garcia (Jaque) | Temporadas 12–13                         |
| 2008    | Casos e Acasos    | Natasha                  | Episódio: "O Carro, o E-mail e o Rapper" |
| 2008    | Dança dos Famosos | Participante             | Temporada 5                              |
| 2010    | Lua Vermelha      | Sofia Pinhão             |                                          |
| 2011    | Sansão e Dalila   | Yunet                    |                                          |
| 2012    | Balacobaco        | Catarina Fortunato       |                                          |
| 2017    | Amor Maior        | Simone Luz               |                                          |